# Henri Barthelemy
Pour les articles homonymes, voir Barthélemy.
Henri Barthélemy né le 8 décembre 1884 à Lillebonne et mort le 22 mai 1977 à Sevran, est un illustrateur français.
Il est inhumé au columbarium du Père-Lachaise (case 10 924).

## Œuvres d'illustration
- Anatole France. Le comte Morin, député. Paris, Mornay, 1921
- Jules Vallès. Le bachelier. Paris, Mornay, collection Les Beaux Livres, 1921, bois
- Camille Lemonnier. Au cœur frais de la forêt. Paris, Mornay, collection Les Beaux Livres, 1922, bois gravés
- Jules Vallès. L'insurgé. Paris, Mornay, 1923, bois
- Louis-Frédéric Rouquette. L'Île d'Enfer. Paris, Mornay, 1926, bois
- Pierre Loti. Pêcheur d'Islande. Paris, Mornay, Les Beaux Livres, 1926
- Louis Pergaud. Le roman de Miraut, chien de chasse. Paris, Mornay, Les beaux livres, 1928. 89 bois gravés en couleurs.
- Jules Vallès. Les Réfractaires. Paris, Mornay, 1930, bois.
- Lucie Delarue-Mardrus. Anatole. Ferenczi et Fils, collection Le Livre moderne illustré, 1932
- Lucie Delarue-Mardrus. L’Enfant au coq. Ferenczi et Fils, 1937
- Lucie Delarue-Mardrus. Chênevieil. Ferenczi et Fils, collection Le Livre moderne illustré, 1941